# Andriej Martiemjanow
Andriej Aleksiejewicz Martiemjanow, ros. Андрей Алексеевич Мартемьянов (ur. 30 marca 1963 w Swierdłowsku, zm. 25 marca 2025) – rosyjski hokeista, trener hokejowy.

## Kariera zawodnicza
- Awtomobilist Swierdłowsk (1980-1983)
- CSKA Moskwa (1983/1984)
- SKA MWO Kalinin (1983/1984)
- Awtomobilist Swierdłowsk (1984-1991)
- Olimpija Lublana (1991-1992)
- Mietałłurg Magnitogorsk (1992-1993)
- Kölner EC (1993-1994)
- EC Ratingen (1994-1995)
- Awtomobilist Jekaterynburg (1995)
- Mietałłurg Magnitogorsk (1995-1996)
- CSK WWS Samara (1996-1999)
- CSK WWS 2 Samara (1999-2000)

Wychowanek klubu Junost Swierdłowsk w rodzinnym mieście.
W barwach ZSRR uczestniczył w turniejach mistrzostw Europy juniorów do lat 18 w 1981, mistrzostw świata juniorów do lat 20 w 1983 oraz Zimowej Uniwersjady 1989 (w tym ostatnim turnieju by kapitanem).

## Kariera trenerska
- CSK WWS Samara (2000-2001), asystent trenera
- Gazowik Tiumeń (2001-2006), asystent trenera
- Chimik Woskriesiensk (2006-2007), asystent trenera
- Awtomobilist Jekaterynburg (2007-2009), asystent trenera
  -  Awtomobilist Jekaterynburg (I/II.2008), główny trener (tymcz.)
- Gazowik Tiumeń (2009-2010), asystent trenera
- Rubin Tiumeń (2010-2011), asystent trenera
- Awtomobilist Jekaterynburg (2011), asystent trenera
- Awtomobilist Jekaterynburg (XI.2011), główny trener (tymcz.)
- Sokoł Krasnojarsk (2013-2015), główny trener
- Jużnyj Urał Orsk (2015), główny trener
- Amur Chabarowsk (2016), asystent trenera
- Amur Chabarowsk (2016-2018), główny trener
- Awtomobilist Jekaterynburg (2018-2020), główny trener
- Sibir Nowosybirsk (2021-2023), główny trener
- Amur Chabarowsk (2023-), główny trener

Po zakończeniu kariery został trenerem. Pracował kolejno w klubach wyższej ligi, od 2010 przemianowanej na WHL, a potem także w drużynach z rozgrywek KHL. Początkowo pełnił funkcje asystenta, a potem obejmował stanowisko głównego trenera. Od marca 2013 do marca 2015 był szkoleniowcem. Od kwietnia do końca września 2015 prowadził Jużnyj Urał Orsk. Od kwietnia 2016 pracował w sztabie Amura Chabarowsk, po czym w grudniu tego roku objął tam stanowisko głównego trenera, które sprawował do kwietnia 2018. Kilka razy pracował w sztabie Awtomobilista Jekaterynburg, gdzie dwukrotnie był krótkotrwale głównym trenerem (2008, 2011), a od maja 2018 do kwietnia 2020 etatowo prowadził tę drużynę. W kwietniu 2021 został szkoleniowcem Sibiru Nowosybirsk. Od maja 2023 do października 2024 ponownie był szkoleniowcem Amuru.

## Sukcesy
Zawodnicze reprezentacyjne
- Złoty medal mistrzostw Europy juniorów do lat 18: 1981 z ZSRR
- Złoty medal mistrzostw świata juniorów do lat 20: 1983 z ZSRR
- Złoty medal zimowej uniwersjady: 1989 z ZSRR
- Pierwsze miejsce w Turnieju Izwiestii: 1992 z Rosją II

Zawodnicze klubowe
- Złoty medal mistrzostw ZSRR: 1984 z CSKA Moskwa

Szkoleniowe klubowe
- Pierwsze miejsce w sezonie zasadniczym WHL: 2011 z Rubinem Tiumeń
- Puchar Bratina: 2011 z Rubinem Tiumeń
- Złoty medal WHL: 2011 z Rubinem Tiumeń
- Pierwsze miejsce w Dywizji Charłamowa w sezonie zasadniczym KHL: 2019 z Awtomobilistem Jekaterynburg
- Pierwsze miejsce w Konferencji Zachód w sezonie zasadniczym KHL: 2019 z Awtomobilistem Jekaterynburg

Wyróżnienie
- Mistrz Sportu Rosji Międzynarodowej Klasy